# Костер-Вальдау, Николай
Никола́й Ко́стер-Вальда́у (дат. Nikolaj Coster-Waldau, род. 27 июля 1970) — датский актёр и продюсер. Наиболее известен по фильмам «Чёрный ястреб» (2001), «Охотники за головами» (2012), «Обливион» (2013), «Выстрел в пустоту» (2017), а также по роли Джейме Ланнистера в телесериале «Игра престолов» (2011—2019).

## Ранние годы
Костер-Вальдау родился в Рудкёбинге, Дания, в семье библиотекаря Ханне Сёборг Костер и Йоргена Оскара Фритцера Вальдау, работавшего в административном обслуживании (умер в 1998). Его родители дважды разводились, и он был воспитан матерью. У него есть две старшие сестры.
В 1989—1993 годах Николай учился в Национальной театральной школе, в Копенгагене (англ. National Theater School, дат. Statens Teaterskole).

## Карьера

### Актёрская карьера
В театре Костер-Вальдау дебютировал в роли Лаэрта в постановке трагедии Шекспира «Гамлет» в Театре Бетти Нансен (дат. Betty Nansen Teatret).
В 2001 году сыграл роль мастер-сержанта Гэри Айвена Гордона в фильме Ридли Скотта «Чёрный ястреб», крайне положительно принятом критикой и завоевавшем множество премий и наград в области кинематографа. В том же году, вместе с Кейт Уинслет, Дугреем Скоттом и Саффрон Берроуз снимался в картине Майкла Эптеда «Энигма».
Сотрудничество с Ридли Скоттом продолжилось в 2005 году фильмом «Царство небесное», где Николай сыграл роль деревенского шерифа. В фильме также снимались Орландо Блум, Лиам Нисон и Ева Грин. А Ричард Лонкрейн, в «Уимблдоне» которого Костер-Вальдау снимался в 2004, в 2006 пригласил его на роль подручного главного антагониста в триллере «Огненная стена», где Николай играл вместе с Харрисоном Фордом и Полом Беттани.

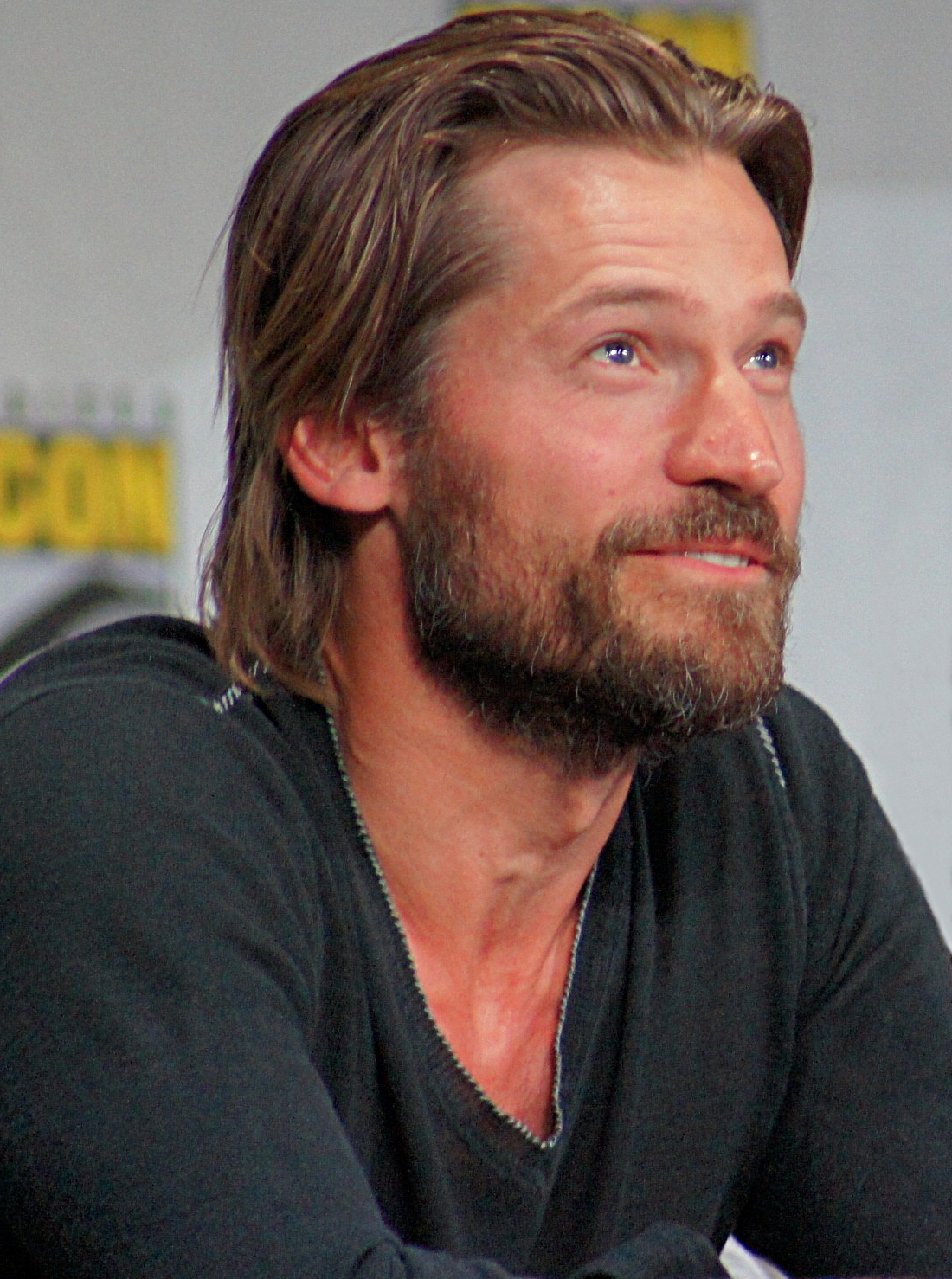
Костер-Вальдау в 2011 году на San Diego Comic-Con

Роль в фильме «Ночное дежурство» (дат. Nattevagten) сделала его имя популярным на родине, после чего он участвовал во множестве европейских кино- и телепроектах (в основном в скандинавских странах). В американской индустрии развлечений дебютировал в проектах телекомпании Fox: телесериале «Новый Амстердам» (2008), в котором сыграл бессмертного детектива Джона Амстердама и фильме 2009 года «Виртуальность», где исполнил роль капитана космического корабля Фрэнка Пайка. Последний фильм был изначально задуман как сериал, однако после выхода пилотного выпуска было принято решение выпустить полнометражную версию.
В августе 2009 году было анонсировано участие актёра в экранизации телекомпанией HBO серии книг «Песнь Льда и Огня» Джорджа Мартина, где он исполняет роль сира Джейме Ланнистера. Телесериал под названием «Игра престолов» выходил на экраны с 2011 года, и Николай Костер-Вальдау был занят во всех его сезонах, в том числе в последнем восьмом, вышедшем на экраны весной 2019 года. В рейтинге персонажей от газеты The Independent образ Джейме Ланнистера занимает третью строчку.
Помимо актёрской карьеры, в Дании Костер-Вальдау известен также как продюсер и сценарист.

## Активизм
С 2003 года Костер-Вальдау поддерживает Датский Красный Крест. В сентябре 2016 года он был назначен послом доброй воли ПРООН для повышения осведомлённости и поддержки целей Организации Объединённых Наций в области устойчивого развития, действий по искоренению нищеты, борьбе с неравенством и прекращению изменения климата.
В 2017 году Костер-Вальдау сотрудничал с Google, используя Street View для документирования влияния глобального потепления в Гренландии, чтобы подчеркнуть последствия изменения климата для природы Арктики, сделав их достоянием мировой общественности. После участия в инициативе по расширению прав и возможностей женщин в Кении в связи с Международным женским днём в 2017 году он написал обещание, призывающее всех отцов поддерживать гендерное равенство и расширение прав и возможностей женщин, в том числе тех, которые живут в условиях крайней нищеты и подвергаются таким практикам, как насильственное вступление в детский брак.

## Личная жизнь
С 1997 года Костер-Вальдау женат на гренландской актрисе, победительнице конкурса Мисс Гренландия Нукьаке Мотцфельдт (Nukâаka Motzfeldt). Пара имеет двух дочерей: Филиппу (род. октябрь 2000) и Сафину (род. ноябрь 2003).

## Фильмография

### Актёр
| Год       |     | Русское название             | Оригинальное название                                         | Роль                                |
| --------- | --- | ---------------------------- | ------------------------------------------------------------- | ----------------------------------- |
| 1993      | тф  |                              | Slaget på tasken                                              | Кристиан                            |
| 1994      | ф   | Ночное дежурство             | Nattevagten                                                   | Мартин                              |
| 1995      | кор | Кто Гитлер?                  | Who’s Hitler?                                                 | Ночной дозорный                     |
| 1995      | кор |                              | Lyse tider                                                    |                                     |
| 1997      | тф  | Список Иакова                | Jacobs liste                                                  | Иаков                               |
| 1997      | ф   | Склонность                   | Bent                                                          | Волк                                |
| 1997      | ф   |                              | Hemmeligheder                                                 | Мадс                                |
| 1998      | ф   | Заблудившийся                | Vildspor                                                      | Осси                                |
| 1998      | ф   | Ангел ночи                   | Nattens engel                                                 | Фрэнки                              |
| 1999      | ф   |                              | Antenneforeningen                                             | Рокер                               |
| 1999      | ф   |                              | Misery Harbour                                                | Эспер Арнакк                        |
| 2000      | ф   | Чужая земля                  | På fremmed mark                                               | Хольт                               |
| 2000      | с   | Карты, деньги…               | Lock, Stock…                                                  | Джорди                              |
| 2001      | ф   | Энигма                       | Enigma                                                        | Джозеф «Пак» Пуковски               |
| 2001      | ф   | Чёрный ястреб                | Black Hawk Down                                               | Гэри Гордон                         |
| 2002      | ф   | 24 часа из жизни женщины     | 24 heures de la vie d'une femme                               | Антон                               |
| 2003      | ф   | Украсть «Голландца»          | Rembrandt                                                     | Кеннет                              |
| 2003      | ф   | Человек за дверью            | Manden bag døren                                              | Свенд                               |
| 2004      | ф   | Приключения Модести Блэйз    | My Name Is Modesty: A Modesty Blaise Adventure                | Миклос                              |
| 2004      | ф   | Два вагона и четыре мафии    | Den gode strømer                                              | Сун                                 |
| 2004      | ф   | Уимблдон                     | Wimbledon                                                     | Дитер Проль                         |
| 2005      | ф   | Царство небесное             | Kingdom of Heaven                                             | Деревенский шериф, племянник Готфри |
| 2005      | ф   | Палач                        | The Headsman                                                  | Мартин                              |
| 2006      | ф   | Огненная стена               | Firewall                                                      | Лиам                                |
| 2006      | ф   | Взрослее некуда              | Supervoksen                                                   | Мартин                              |
| 2006      | тф  |                              | Filthy Gorgeous                                               | Алекс                               |
| 2007      | ф   | Залечь на дно в Гвинфиде     | The Baker                                                     | Бьёрн                               |
| 2007      | ф   | Прекрасная и любимая всеми   | Underbar och älskad av alla (och på jobbet går det också bra) | Мик                                 |
| 2007      | ф   | Эрик Ницше                   | De unge år: Erik Nietzsche sagaen del 1                       | Сэмми                               |
| 2007      | ф   | Восстание в Каутокейно       | Kautokeino-opprøret                                           | епископ Юэль                        |
| 2008      | с   | Новый Амстердам              | New Amsterdam                                                 | New Amsterdam / Джон Амстердам      |
| 2008      | ф   |                              | Himmerland                                                    | Томас                               |
| 2009      | тф  | Виртуальность                | Virtuality                                                    | Коммандер Френк Пайк                |
| 2009      | ф   | На краю света                | Ved verdens ende                                              | Северин Гертсен                     |
| 2009—2010 | с   | Улица Блекинге               | Blekingegade                                                  | Йан Вайманн                         |
| 2011      | ф   | Блэкторн                     | Blackthorn                                                    | Молодой Джеймс                      |
| 2011—2019 | с   | Игра престолов               | Game of Thrones                                               | Джейме Ланнистер                    |
| 2011      | ф   | Охотники за головами         | Hodejegerne                                                   | Клас Грааф                          |
| 2013      | ф   | Мама                         | Mama                                                          | Лукас/Джеффри                       |
| 2013      | ф   | Обливион                     | Oblivion                                                      | Сайкс                               |
| 2013      | ф   | Тысячу раз «спокойной ночи»  | A Thousand Times Good Night                                   | Маркус                              |
| 2014      | ф   | Другая женщина               | The Other Woman                                               | Марк Кинг                           |
| 2014      | ф   | Второй шанс                  | En chance til                                                 | Андреас                             |
| 2016      | ф   | Боги Египта                  | Gods of Egypt                                                 | бог неба Гор                        |
| 2017      | ф   | Выстрел в пустоту            | Shot Caller                                                   | Джейкоб Харлон                      |
| 2017      | ф   | Три условия                  | 3 ting                                                        | Микаэль                             |
| 2017      | ф   | Мелкие преступления          | Small Crimes                                                  | Джо Дентон                          |
| 2019      | ф   | Домино                       | Domino                                                        | Кристиан                            |
| 2019      | ф   | Отель для самоубийц          | Selvmordsturisten                                             | Макс Исаксен                        |
| 2020      | ф   | Пороховая бочка              | Krudttønden                                                   | Рико                                |
| 2020      | ф   | Договор молчания             | The Silencing                                                 | Рейберн Свонсон                     |
| 2021      | ф   | Вкус жизни                   | Smagen af sult                                                | Карстен                             |
| 2022      | ф   | Борьба со льдом              | Against the Ice                                               | Эйнар Миккельсен                    |
| 2023      | ф   | Он — это пуля                | God Is a Bullet                                               | Боб Хайтауэр                        |
| 2023      | с   | Последнее, что он сказал мне | The Last Thing He Told Me                                     | Оуэн Майклс                         |
| 2025      | с   | Король и завоеватель         | King and Conqueror                                            | Вильгельм Завоеватель               |

## Награды и номинации
| Награды и номинации | Награды и номинации            | Награды и номинации                                                       | Награды и номинации | Награды и номинации | Награды и номинации |
| Год                 | Награда                        | Категория                                                                 | Фильм или сериал    | Результат           | Примечания          |
| ------------------- | ------------------------------ | ------------------------------------------------------------------------- | ------------------- | ------------------- | ------------------- |
| 1995                | Бодиль                         | Лучшая мужская роль                                                       | Ночное дежурство    | Номинация           |                     |
| 1999                | Robert Festival                | Лучший актёр                                                              | Заблудившийся       | Номинация           |                     |
| 2004                | Robert Festival                | Лучший актёр                                                              | Человек за дверью   | Номинация           |                     |
| 2012                | Премия Гильдии киноактёров США | Лучший актёрский состав в драматическом сериале                           | Игра престолов      | Номинация           |                     |
| 2013                | Выбор телевизионных критиков   | Лучшая мужская роль второго плана в драматическом сериале                 | Игра престолов      | Номинация           |                     |
| 2014                | Сатурн                         | Лучший телеактёр второго плана                                            | Игра престолов      | Номинация           |                     |
| 2014                | Спутник                        | Лучшая мужская роль второго плана (мини-сериал, телесериал или телефильм) | Игра престолов      | Номинация           |                     |
| 2014                | People’s Choice Awards         | Любимый антигерой на телевидении                                          | Игра престолов      | Номинация           |                     |
| 2014                | Премия Гильдии киноактёров США | Лучший актёрский состав в драматическом сериале                           | Игра престолов      | Номинация           |                     |
| 2015                | Премия Гильдии киноактёров США | Лучший актёрский состав в драматическом сериале                           | Игра престолов      | Номинация           |                     |
| 2016                | Премия Гильдии киноактёров США | Лучший актёрский состав в драматическом сериале                           | Игра престолов      | Номинация           |                     |
| 2017                | Премия Гильдии киноактёров США | Лучший актёрский состав в драматическом сериале                           | Игра престолов      | Номинация           |                     |
| 2018                | Премия «Сатурн»                | Лучший телеактёр второго плана                                            | Игра престолов      | Номинация           |                     |
| 2018                | Премия «Эмми»                  | Лучший телеактёр второго плана                                            | Игра престолов      | Номинация           |                     |
| 2019                | Премия «Сатурн»                | Лучший телеактёр второго плана                                            | Игра престолов      | Номинация           |                     |
| 2019                | Премия «Эмми»                  | Лучший телеактёр второго плана                                            | Игра престолов      | Номинация           |                     |
| 2019                | IGN Summer Movie Awards        | Приз зрительских симпатий                                                 | Игра престолов      | Победа              |                     |
| 2019                | IGN Summer Movie Awards        | Лучший телевизионный ансамбль                                             | Игра престолов      | Номинация           |                     |
| 2020                | Премия Гильдии киноактёров США | Лучший актёрский состав в драматическом сериале                           | Игра престолов      | Номинация           |                     |
| 2020                | CinEuphoria Awards             | Почётная награда                                                          | Игра престолов      | Победа              |                     |